# Bidentolophus
Genre
Bidentolophus est un genre d'opilions eupnois de la famille des Phalangiidae.

## Distribution
Les espèces de genre se rencontrent en Asie.

## Liste des espèces
Selon World Catalogue of Opiliones (28/04/2021) :
- Bidentolophus adungius (Roewer, 1956)
- Bidentolophus bidens (Simon, 1880)

## Publication originale
- Roewer, 1912 : « Revision der Opiliones Palpatores (= Opiliones Plagiostethi). II. Teil: Familie der Phalangiidae. (Subfamilien: Sclerosomini, Oligolophini, Phalangiini). » Abhandlungen aus dem Gebiete der Naturwissenschaften, herausgegeben vom Naturwissenschaftlichen Verein in Hamburg, vol. 20, p. 1–295.